# Louis-Auguste Felix de Beaujour

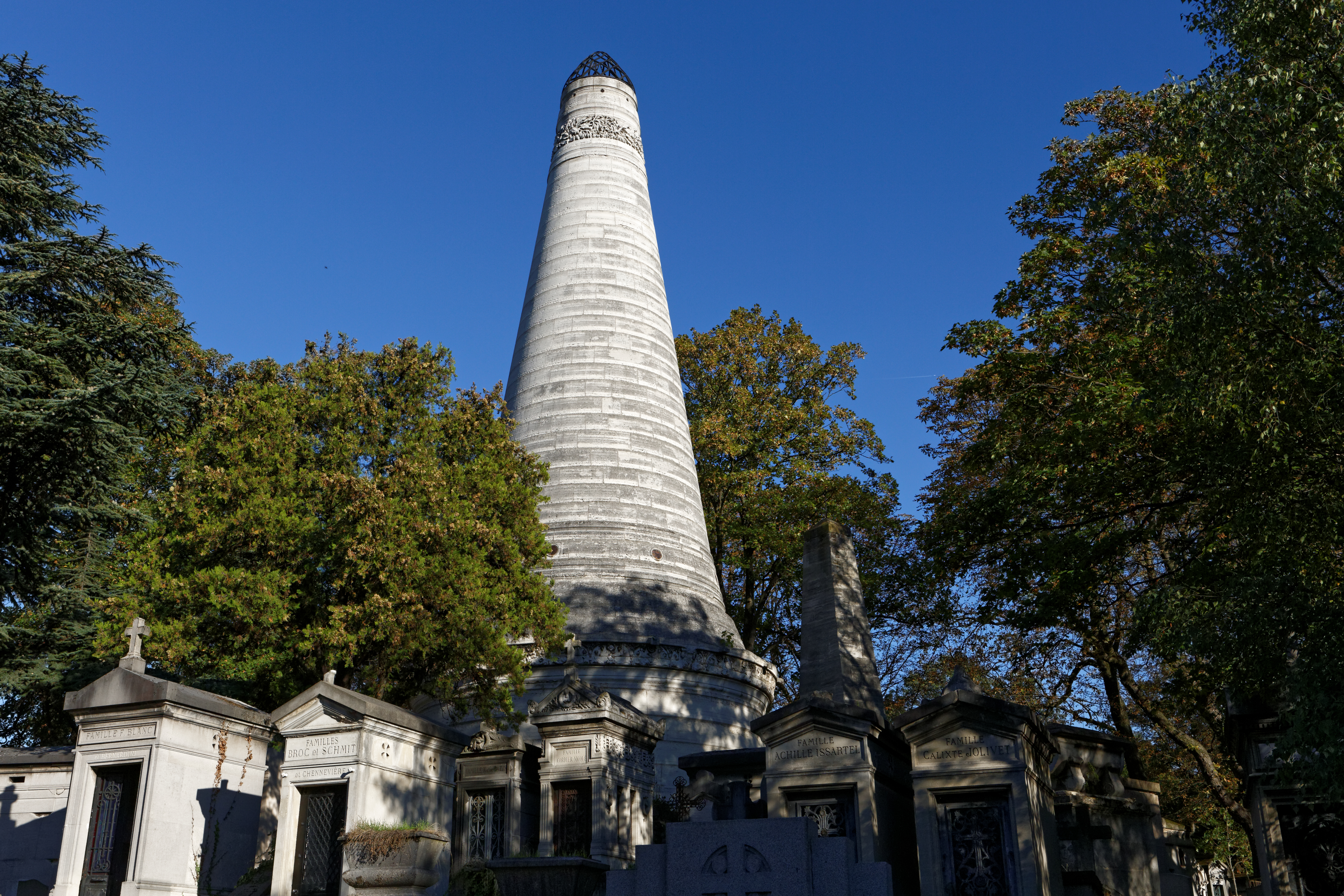
Sepultura de Louis-Auguste Félix de Beaujour no Cemitério do Père-Lachaise

Louis-Auguste Felix de Beaujour, batizado como Louis-Auguste Féris (Callas, Var, 28 de dezembro de 1765 – Paris, 1 de julho de 1836) foi um diplomata francês. Foi de 1804 a 1810 cônsul-geral da França nos Estados Unidos e representou portanto Napoleão Bonaparte com Thomas Jefferson.
Sua sepultura na forma de uma chaminé tem 20 metros de altura, localizada no Cemitério do Père-Lachaise.